# المرسی (صحرای غربی)
المرسی (به فرانسوی: El Marsa) یک منطقهٔ مسکونی در مراکش است که در استان العیون واقع شده‌است. المرسی ۱۰۴٫۸ کیلومتر مربع مساحت و ۱۷٬۹۱۷ نفر جمعیت دارد.